# Johann Ngounou Djayo
Johann Ngounou Djayo (* 27. Februar 2001 in Dachau) ist ein deutscher Fußballspieler, der auch die kamerunische Staatsbürgerschaft besitzt. Der Offensivspieler steht im Aufgebot von Wacker Burghausen.

## Laufbahn
Ngounou Djayo wechselte im Sommer 2014 vom TSV Dachau 1865 in das Nachwuchsleistungszentrum des TSV 1860 München, wo er ab der U14 alle Jugendmannschaften durchlief. 2016/17 gehörte er der U16 an, die in der U17-Bayernliga spielte. Dreimal lief er in dieser Spielzeit auch für die U17 in der Bundesliga auf. Nach dem Abstieg der U17 spielte Ngounou Djayo auch 2017/18 in der U17-Bayernliga, jetzt aber nominell für die erste B-Juniorenmannschaft der Sechzger. Nach 35 Bayernligaeinsätzen und 10 Toren in diesen beiden Jahren rückte er im Sommer 2018 zur U19 auf, die ebenfalls in der zweitklassigen Bayernliga antrat.  
Am 11. August 2018 wurde er erstmals in einem Pflichtspiel im Erwachsenenbereich eingesetzt, er als in der Bayernligapartie der zweiten Mannschaft des TSV 1860 gegen den SV Pullach eingewechselt wurde. Es blieb vorerst der einzige Einsatz im Herrenbereich. Nachdem er im Oktober zu einem Lehrgang der deutschen U18-Nationalmannschaft berufen worden war, wurde er im Dezember bei zwei Testspielen gegen Israel und Serbien eingewechselt. Bis 2020 kam er auf insgesamt 33 Spiele und 9 Tore für die U19 der Löwen in der A-Junioren-Bayernliga.
Anfang 2020 nahm er mehrmals am Training der Profimannschaft des TSV 1860 teil, was aber ab März aufgrund der COVID-19-Pandemie nicht mehr möglich war. Die Spielzeit der U19-Bayernliga wurde vorzeitig abgebrochen. 
In der Vorbereitung auf die Drittligaspielzeit 2020/21 wurde Ngounou Djayo von Profitrainer Michael Köllner in den Kader der ersten Mannschaft hochgezogen. Er wurde in allen drei Vorbereitungsspielen eingesetzt und erzielte dabei ein Tor.
Seinen ersten Pflichtspieleinsatz für die Profimannschaft der Sechzger hatte er beim Toto-Pokalfinale am 5. September, er stand gegen die Würzburger Kickers in der Startaufstellung. Im Erstrundenspiel des DFB-Pokals eine Woche später gehörte er ebenso dem Kader an wie an den ersten beiden Spieltagen der Drittligasaison, kam dabei aber nicht zum Einsatz. Am 3. Oktober gab er schließlich sein Debüt im deutschen Profifußball, als er am dritten Spieltag beim Auswärtssieg der Löwen in Zwickau in der Nachspielzeit eingewechselt wurde.
Zur Saison 22/23 wechselte Ngounou Djayo zu Wacker Burghausen in die Regionalliga Bayern. Hier kam er in seiner ersten Saison zu 23 Ligaeinsätzen und erzielte dabei 2 Tore.